# Ibach
Ibach település Németországban, azon belül Baden-Württembergben. Lakosainak száma 360 fő (2023. december 31.).

## Népesség
A település népessége az elmúlt években az alábbi módon változott:
| Lakosok száma | 329  | 371  | 330  | 370  | 382  | 392  | 424  | 403  | 380  | 360  |
|               | 1961 | 1967 | 1974 | 1980 | 1986 | 1993 | 1999 | 2005 | 2012 | 2023 |